# Cabinet Vogel II (Thuringe)
Pour les articles homonymes, voir Cabinet Vogel.
Le deuxième gouvernement de Bernhard Vogel a été un gouvernement du Land allemand de Thuringe. Il a été formé le 30 novembre 1994 par Bernhard Vogel et était soutenu par une grande coalition entre l'Union chrétienne-démocrate d'Allemagne (CDU) et le Parti social-démocrate d'Allemagne (SPD). Son mandat a pris fin le 1er octobre 1999.
Il a succédé au premier gouvernement Vogel et a été remplacé par le troisième gouvernement Vogel.

## Composition
| Poste                                                                            | Ministre | Ministre               | Parti |
| -------------------------------------------------------------------------------- | -------- | ---------------------- | ----- |
| Ministre-président                                                               |          | Bernhard Vogel         | CDU   |
| Ministre de l'Intérieur                                                          |          | Richard Dewes          | SPD   |
| Ministre des Finances                                                            |          | Andreas Trautvetter    | CDU   |
| Ministre de la Justice et des Affaires européennes                               |          | Otto Kretschmer        | SPD   |
| Ministre de l'Économie et des Infrastructures                                    |          | Franz Schuster         | CDU   |
| Ministre de l'Agriculture, de la Protection de la nature et de l'Environnement   |          | Volker Sklenar         | CDU   |
| Ministre des Affaires sociales et de la Santé                                    |          | Irene Ellenberger      | SPD   |
| Ministre de l'Éducation                                                          |          | Dieter Althaus         | CDU   |
| Ministre de la Science, de la Recherche et de la Culture Vice-Ministre-président |          | Gerd Schuchardt        | SPD   |
| Ministre des Affaires fédérales                                                  |          | Christine Lieberknecht | CDU   |